# 玳瑁 (宝石)
玳瑁，有时也称龟甲，在宝石学中被归类为有机宝石，特指玳瑁（一种海龜）的背甲，为非晶质体。玳瑁宝石呈微透明至半透明，具蜡质至油脂光泽，摩氏硬度2.5，密度1.29 g/cm3，折射率1.55，韧性好，加热变软变暗，具热塑性，可切割。玳瑁饰品高贵典雅，有祥瑞幸福、健康长寿的象征，享有“海金”之称。

## 组成和性质
玳瑁宝石的组成为角质和骨质，主要成分是多种复杂蛋白质，其中碳元素占了55%，因此加热时不仅失水还会放出终产物之一CO2。玳瑁颜色丰富，包括黑、白、黄及褐色，往往在浅底色上呈现深色圆或浑圆形色素小球（黄、褐或白、黑组合），这与Fe3+、Cu2+、Mn2+等离子的存在有关。由於其主要成分为蛋白质，因此用热针触探及燃烧时有头髮烧焦气味，可用来辨别真伪；可与硝酸反应，但却不与盐酸反应。

## 历史

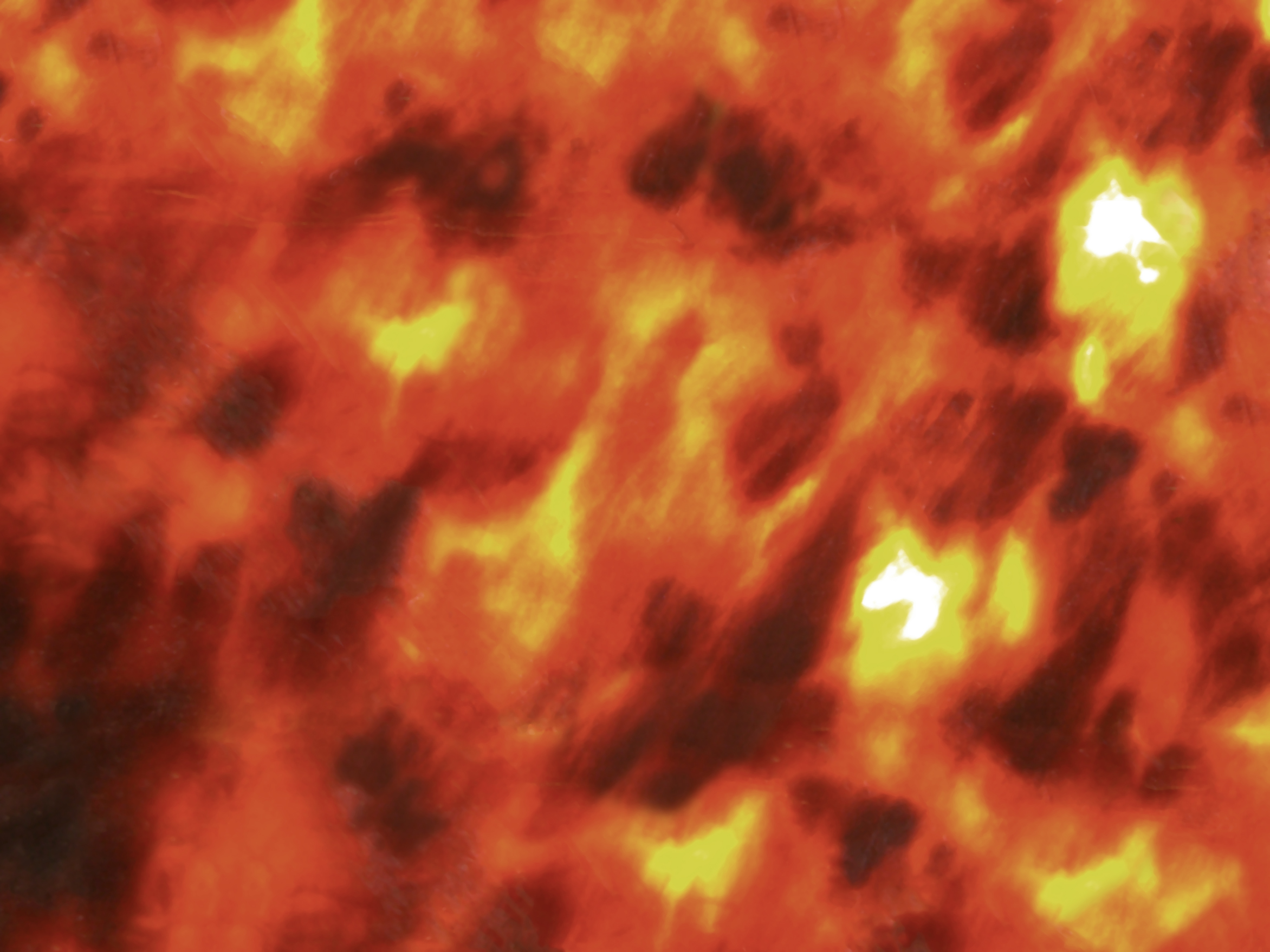
背光下的玳瑁材料

汉樂府詩《古詩為焦仲卿妻作》，即著名的《孔雀东南飞》中就有描写劉蘭芝的诗句“足下躡絲履，頭上瑇瑁光”。《孔雀东南飞》大概作成於东汉献帝建安年间（公元196年－220年），这说明中国的玳瑁工艺在那时已经有髮簪切磨一类的精细手工艺了。司马迁《史记·春申君列傳》中有记载：“趙平原君使人於春申君，春申君舍之於上舍。趙使欲誇楚，為玳瑁簪，刀劍室以珠玉飾之，請命春申君客。春申君客三千餘人，其上客皆躡珠履以見趙使，趙使大慚。”这段话的大意是赵国平原君使臣出使楚国时，为向春申君炫耀而头戴玳瑁簪身配镶有珠玉的佩剑，结果见到春申君的三千门客时，人人皆脚穿斗大珍珠镶嵌的鞋见客，这表明在战国时期，玳瑁饰品已经是很普遍的男子饰品了，由此可知，玳瑁工艺在中国至少有2200多年历史。由於玳瑁器易蛀，因此目前传世的玳瑁文物基本是由明、清二代流传下来。清代玳瑁器均由来自广州与苏州的工匠制作，其中广州是清代玳瑁工艺的中心。目前在博物馆中仍能看到清代慈禧太后和嫔妃日常所用的梳子等物品，以及明末清初董小宛遗留下的玳瑁桃花扇，均很精美，为稀世珍宝，而故宫博物院中也收藏有一些玳瑁制作的工艺品。

## 应用

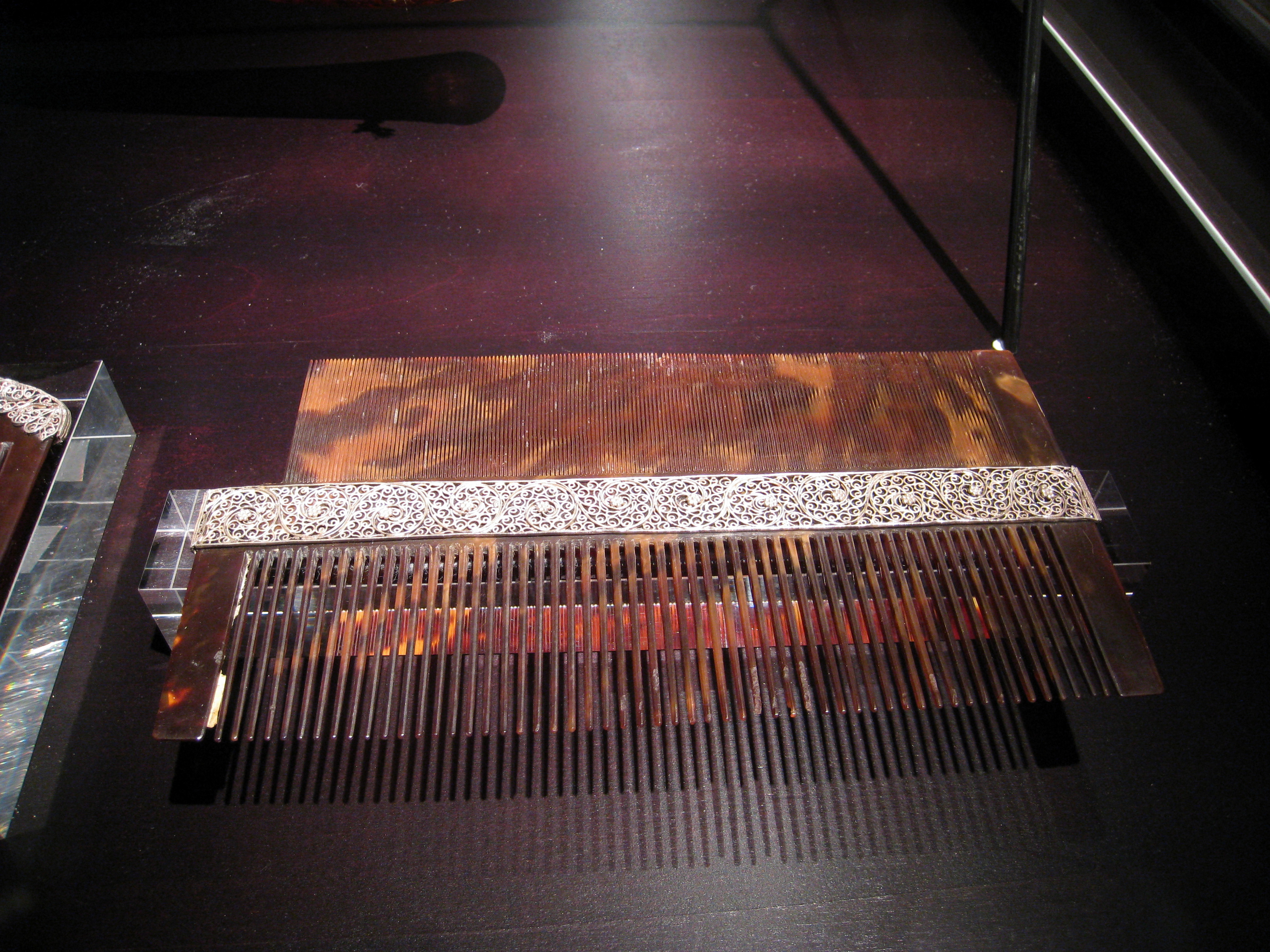
印度梳

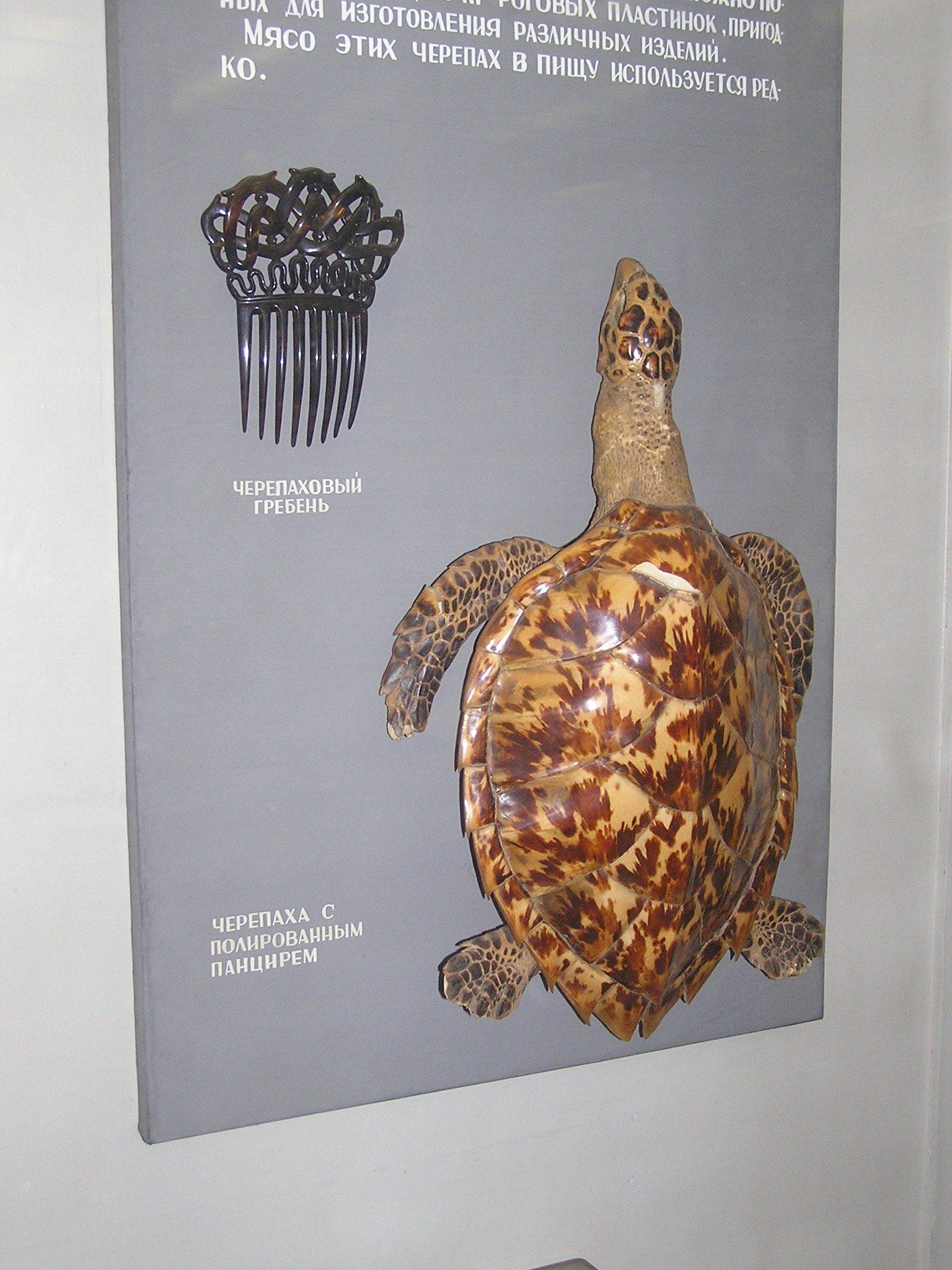
完整的玳瑁标本与插飾梳

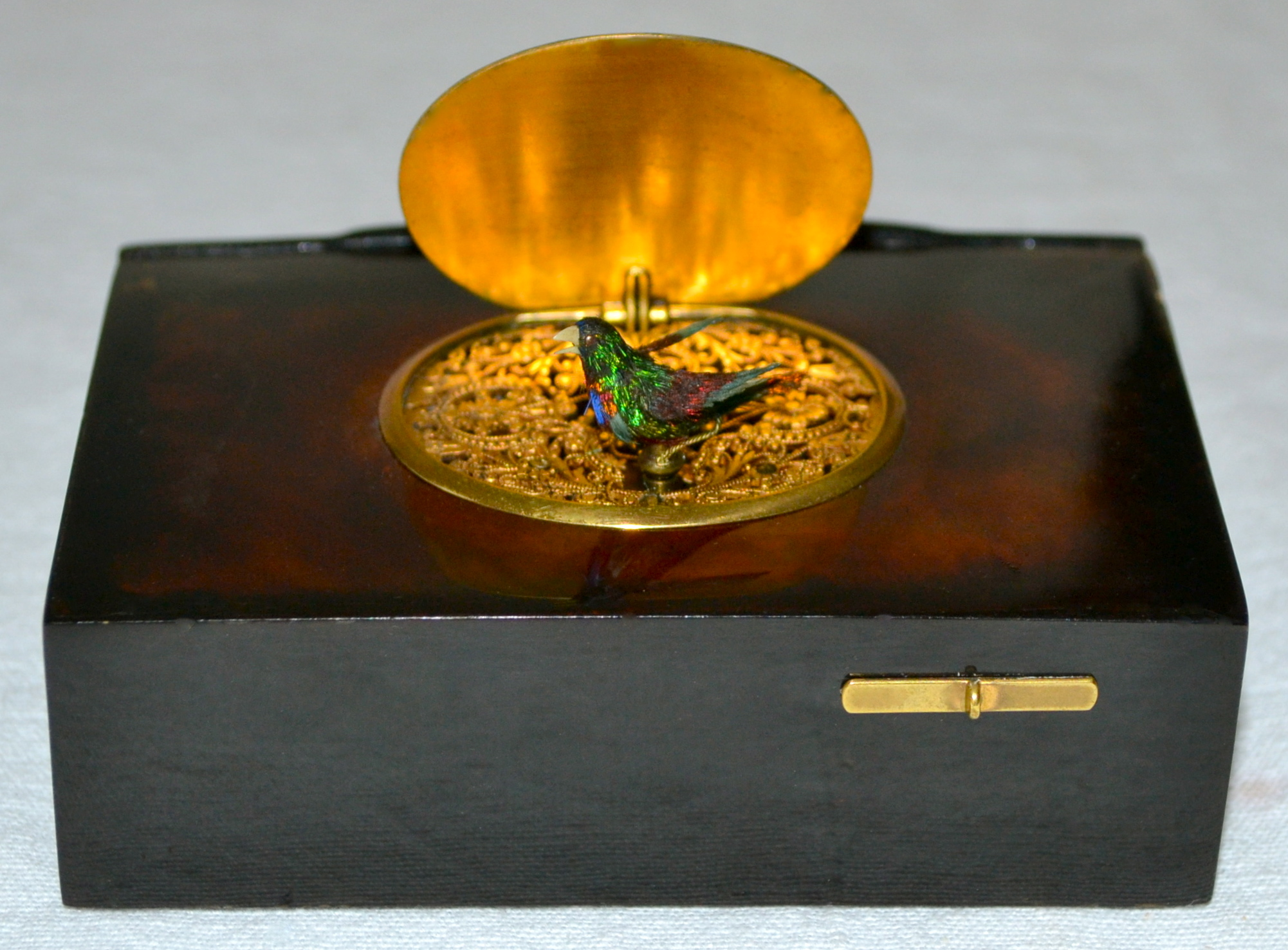
法国鸟鸣音乐盒，盒体由玳瑁制成

玳瑁可用於制作戒指、手镯、簪（钗）、梳（櫛）、扇子、盒、眼镜框、乐器小零件、精密仪器的梳齿以及刮痧板等器物，而且古筝义甲和古代朝鲜琵琶的撥子也是由玳瑁制作，同时也是螺钿片的材料之一，具有独特的神韵和光彩。在唐代，玳瑁曾用於制造钱币——开元通宝，出土於西安法门寺真身宝塔地下藏宫，非常宝贵，全世界仅有13枚。玳瑁的仿制品包括将玳瑁壳碎片或碎屑压制而成的压制玳瑁、将玳瑁片粘贴在塑料两面的拼合玳瑁以及完全的塑料仿制品，而挑选鉴别时要注意玳瑁的通透度、厚度、独特性、品相、龟龄、存放时间这些参数，一般认为白底黑斑且斑纹多的半透明玳瑁为上等佳品。玳瑁的腹甲在宝石学中称为黄肚壳、金发壳，一般为橙黄色，无斑纹。
苏颂在《本草图经》中论述玳瑁时提到，“入藥須生者乃靈，帶之亦可以辟蠱毒。凡遇飲食有毒，則必自搖動，死者則不能，神矣”，说的是玳瑁甲可入药，而佩戴玳瑁器可以避邪毒，遇毒物时会神奇般的摇动，但必须是从活玳瑁身上取下的盾片制作才有此效用，不过这种说法过於玄虚了；“昔唐嗣薛王之鎮南海，海人有獻生玳瑁者，王令揭取上甲二小片，繫於左臂，欲以辟毒。玳瑁甚被楚毒，復養於使宅後池，伺其揭處復生，還遣送舊處，并無傷矣”，说的是玳瑁自身修复能力很强，因此活取盾片对其造成的伤害是可以自我修复的，而目前海南地下市场就有人以此法来获取玳瑁材料，用以制作玳瑁工艺品，因为如此获得的玳瑁材料品质好，但这对於玳瑁来说是很残忍的。
很多文化中都有玳瑁工艺品的使用。在西方，玳瑁被古希腊和古罗马人用於制作梳子、刷子和戒指等首饰，古埃及、古希腊和古罗马人会将玳瑁镶嵌在家具上。汉代遗址和努比亚人统治时代的埃及古墓中就曾发现过很多精美的玳瑁器。在朝鲜半岛，玳瑁伏彩法（中国称为衬色螺钿）被用於螺钿技法中。

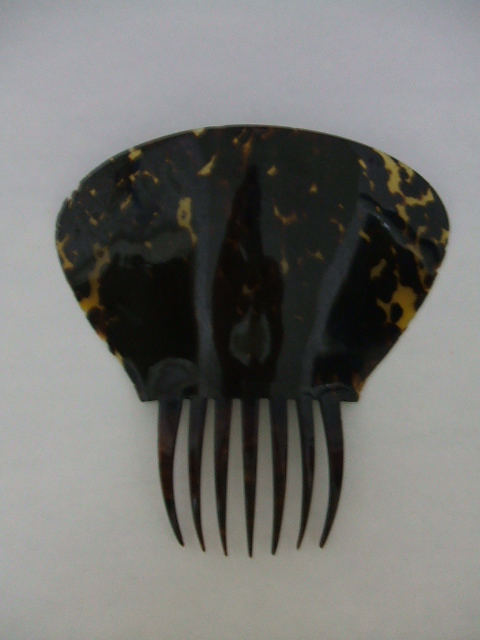
维多利亚时代的插飾梳

## 现状
捕杀玳瑁不合法，但在世界范围内仍有很多人捕捞玳瑁，主要为获取其甲壳。在日本，各種龜鼈當中只有玳瑁的殼被日本人用來製作飾品，因此日语中将玳瑁壳称为。因此在玳瑁贸易被禁止後，日本的玳瑁传统手工艺也受到了严重冲击，在不久的将来，这种传统艺术很可能就会消亡。1994年起，日本停止从外国进口玳瑁壳，而在此之前，日本的未加工玳瑁壳的贸易量达到每年30,000公斤左右。玳瑁贸易的大批原料均是来自加勒比地区。2006年，有大量已加工的玳瑁壳被发现从该地区的多明尼加共和國和哥伦比亚等国家定期出口。2001年和2005年，古巴在CITES会议中曾二度递交提案，意欲出口库存玳瑁壳和少数玳瑁，但在投票时因几票之差而未通过，最终被迫收回提案。目前中国海南省仍有人不顾法律私下制作销售玳瑁制品。